# Osowo (Września)
Pour les articles homonymes, voir Osowo.
Osowo (prononciation : [ɔˈsɔvɔ]) est un village polonais de la gmina de Września dans le powiat de Września de la voïvodie de Grande-Pologne dans le centre-ouest de la Pologne.
Il se situe à environ 8 kilomètres au sud de Września (siège de la gmina et du powiat) et à 46 kilomètres à l'est de Poznań (capitale régionale).

## Histoire
De 1975 à 1998, le village faisait partie du territoire de la voïvodie de Poznań.

Depuis 1999, Osowo est situé dans la voïvodie de Grande-Pologne.